# Vjetroelektrana Zelengrad
Vjetroelektrana Zelengrad ili VE Zelengrad dovršena je 2014. godine, a službeno otvorenje ostvareno je 3. lipnja 2015. godine. Projekt je smješten unutar Zadarske županije, na području grada Obrovca. Razvoj projekta vjetroelektrane, investitora Eko – Energija d.o.o. podijeljen je u 2 (dvije) zasebne faze: faza I, 42 MW, i faza II, 12 MW. Faza I 42 MW uspješno je izgrađena i puštena u pogon dok se izgradnja Faze II – 12 MW očekuje u skorije vrijeme zavisno o proširenju kvote vjetroelektrana koje se priključuju na mrežu u nadležnosti HOPS d.o.o-a. Razvoj projekta započeo je 2009. i dovršen je unutar četverogodišnjeg razdoblja. Električna snaga ove vjetroelektrane je 42 MW, a sastoji se od 14 vjetroagregata V - 90 snage 3 MW danske tvrtke Vestas. Vjetroelektrana bi trebala proizvoditi više od 110 GWh električne energije godišnje što bi trebalo biti dovoljno za opskrbu 31 000 kućanstava u Hrvatskoj. Temeljem analiza mogućnosti priključenja vjetroelektrane na mrežni sustav Republike Hrvatske izrađenih od instituta Hrvoje Požar iz Zagreba, priključenje vjetroelektrane na elektro sustav Republike Hrvatske izvedeno je putem priključnog dalekovoda DV 110 kV od trafo stanice Zelengrad (novo izgrađena trafostanica unutar granica obuhvata vjetroelektrane) radijalnim priključkom u trafo stanicu Obrovac. Izgradnja planiranog dalekovoda DV 110 kV izvedena u dužini od ukupno oko 9,5 kilometara. VE Zelengrad je druga najveća vjetroelektrana u Hrvatskoj, te proizvodi više od 10% instaliranog kapaciteta energije vjetra u Hrvatskoj.
Za potrebe gradnje vjetroelektrane izgrađeno je više od 7 kilometara pristupnih cesta, širine kolnika od 4,5 do 5 metara. Toranj vjetroagregata visok je 80 metara, a na njegovom se vrhu nalazi kućište električnog generatora s potrebnom opremom. Duljina lopatica iznosi 45 metara, pa se pri vrtnji opisuje krug promjera 90 metara. Vrhovi tri lopatice sežu do 35 metara iznad tla, dok je ukupna visina turbine od tla do vrha lopatice u okomitom položaju 125 metara.

## Vjetroelektrane u Hrvatskoj
Vjetroelektrane u Hrvatskoj su započele svoj razvoj još 1988., kada je Končar postavio prvi vjetroagregat u brodogradilištu Uljanik, koji se i danas tamo nalazi, no onda je razvoj istoga obustavljen. Danas Končar ima postavljen prvi prototip svog modernog vjetroagregata na lokaciji Pometeno brdo u blizini Splita i pokušava uhvatiti korak s ostalim poznatim proizvođačima vjetroagregata.
Promatrajući karakteristike vjetra na prostoru Hrvatske, može se zaključiti da Hrvatska ima na desetke područja koja imaju zadovoljavajući vjetropotencijal za izgradnju elektrana. Mjerenja određenih karakteristika vjetra (brzina, smjer, učestalost) pokazala su kako je za iskorištavanje energije vjetra povoljnije područje Jadrana od kontinentalnog dijela Hrvatske. Stoga su prve hrvatske vjetroelektrane izgradene upravo na tom području.
U Hrvatskoj je trenutno 20 vjetroelektrana koje su u normalnom radu (kolovoz 2018.) i koje isporučuju električnu energiju u elektroenergetski sustav Hrvatske. Instalirana snaga svih vjetrolektrana je 570 MW, u radu je 254 vjetroagregata koji isporučuju godišnje oko 1 475 GWh električne struje. Za usporedbu Termoelektrana Plomin ima snagu 330 MW i isporučuje godišnje oko 2 173 GWh električne struje.

## Poveznice
- Vjetroelektrane u Hrvatskoj